# 조나단 욤비
조나단 욤비(프랑스어: Jonathan Yiombi 조나탕 욤비[*], 2000년 2월 1일 ~ )는 콩고 민주 공화국 출신의 대한민국의 방송인이다.

## 생애
콩고 민주 공화국의 외교가이었던 조비 욤비의 차남이다. 2008년 2월 13일 어머니와 형제들과 함께 대한민국으로 망명하였다. 인천광역시에서 5년 거주하였고 초등학교 6학년 때 광주광역시로 이사하여 자랐다. 현재에도 콩고민주공화국 국적을 유지하고 있다. 2019년 8월 라디오스타에서 '욤비'가 자신의 성씨이며 자신의 풀네임은 '조나단 욤비'라고 언급하였다.

## 학력
- 문성중학교
- 광주동성고등학교 (졸업)
- 한국외국어대학교 정치외교학과 (재학)

## 방송 출연
| 연도   | 제목                               | 방송사     | 비고                                                                    |
| ------ | ---------------------------------- | ---------- | ----------------------------------------------------------------------- |
| 2013년 | 《인간극장》                       | KBS2       |                                                                         |
| 2013년 | 《여유만만》                       | KBS2       | 추석기획 (9월 18일)                                                     |
| 2014년 | 《세바퀴》                         | MBC        | 설특집 (2월 1일)                                                        |
| 2019년 | 《해피투게더 4》                   | KBS2       | 583회 (4월 4일), 619회 (12월 19일)                                      |
| 2019년 | 《훈맨정음》                       | MBN        | 고정 출연                                                               |
| 2019년 | 《대국민 토크쇼 안녕하세요》       | KBS2       | 416회 (7월 3일)                                                         |
| 2019년 | 《플레이어》                       | tvN        | 5회 (8월 11일)                                                          |
| 2019년 | 《황금어장 라디오스타》            | MBC        | 631회 (8월 21일)                                                        |
| 2019년 | 《코미디의 전당》                  | KBS2       | 고정 출연                                                               |
| 2020년 | 《케이팝 어학당 - 노랫말싸미》     | tvN        | 고정 출연                                                               |
| 2021년 | 《전지적 참견 시점》               | MBC        | 180회 (11월 27일)                                                       |
| 2022년 | 《갓파더》                         | KBS2       | 고정 출연                                                               |
| 2022년 | 《Z멋대로 생존기, Zㅏ때는 말이야》 | Mnet       | 고정 출연                                                               |
| 2022년 | 《70억의 선택》                    | tvN        | 고정 출연                                                               |
| 2022년 | 《벌거벗은 한국사》                | tvN STORY  | 고정 출연                                                               |
| 2022년 | 《미스터리 음악쇼 복면가왕》       | MBC        | 341회 참가자 (1월 23일)                                                 |
| 2022년 | 《어서와~ 한국은 처음이지?》       | MBC every1 | 228회 게스트 (1월 27일)                                                 |
| 2022년 | 《진격의 할매》                    | 채널S      | 2회 게스트 (2월 1일)                                                    |
| 2022년 | 《국민 영수증》                    | KBS2       | 24회 게스트 (2월 24일)                                                  |
| 2022년 | 《옥탑방의 문제아들》              | KBS2       | 168회 게스트 (3월 8일)                                                  |
| 2022년 | 《놀면 뭐하니?》                   | MBC        | 128회 ~ 130회 게스트 (3월 12일 ~ 3월 26일)                              |
| 2022년 | 《유 퀴즈 온 더 블럭》             | tvN        | 147회 게스트 (3월 30일)                                                 |
| 2022년 | 《안싸우면 다행이야》              | MBC        | 72회, 73회 게스트 (4월 4일, 4월 11일)                                   |
| 2022년 | 《토요일은 밥이 좋아》             | E채널      | 19, 20회 게스트 (5월 9일, 5월 16일)                                     |
| 2022년 | 《전지적 참견 시점》               | MBC        | 201회 게스트 (5월 28일) 210회 게스트 (7월 30일) 216회 게스트 (9월 10일) |
| 2022년 | 《구해줘! 홈즈》                   | MBC        | 169회 게스트 (8월 14일)                                                 |
| 2022년 | 《황금어장 라디오스타》            | MBC        | 783회 게스트 (8월 31일)                                                 |
| 2022년 | 《신발 벗고 돌싱포맨》             | SBS        | 57회 게스트 (9월 6일)                                                   |
| 2022년 | 《놀라운 토요일》                  | tvN        | 229회 게스트 (9월 10일)                                                 |
| 2022년 | 《뭉쳐야 찬다 2》                  | JTBC       | 60회 게스트 (9월 25일)                                                  |
| 2023년 | 《한문철의 블랙박스 리뷰》         | JTBC       | 13회,14회 게스트(1월 5일, 1월 12일)25회 고정~ (4월 6일 ~현재)           |
| 2023년 | 《혜미리예채파》                   | ENA        | 7회, 8회 게스트(4월 23일, 4월 30일)                                     |
| 2023년 | 《미운 우리 새끼》                 | SBS        | 372회 영상 출연(12월 17일)                                              |
| 2023년 | 《옥탑방의 문제아들》              | KBS2       | 242회 게스트                                                            |
| 2024년 | 《라디오 스타》                    | MBC        | 849회 게스트                                                            |
| 2024년 | 《런닝맨》                         | SBS        | 688회,691회,701회720회 게스트                                           |
| 2024년 | 《연애남매》                       | JTBC       | 고정출연                                                                |
| 2024년 | 《아는형님》                       | JTBC       | 430회 게스트                                                            |
| 2024년 | 《손대면 핫플! 동네멋집2》         | SBS        | 고정출연                                                                |
| 2024년 | 《싱크로유》                       | KBS2       | 고정출연                                                                |
| 2024년 | 《달려라 석진》                    | 유튜브     | 게스트                                                                  |

## 드라마
| 연도   | 제목           | 방송사 | 배역   | 비고     |
| ------ | -------------- | ------ | ------ | -------- |
| 2021년 | 《라켓소년단》 | SBS    | 조나단 | 특별출연 |

## 영화
| 연도   | 제목       | 배역   | 비고     |
| ------ | ---------- | ------ | -------- |
| 2024년 | 《크로스》 | 조나단 | 우정출연 |

## 수상
- 2022년 KBS 연예대상 베스트 커플상 (with 김숙)
- 2024년 SBS 연예대상 ESG상

## 홍보대사
| 연도 | 경력                    |
| ---- | ----------------------- |
| 2019 | - 한국관광공사 홍보대사 |

## 광고
- 2018년 노랑통닭
- 2022년 KT Y덤
- 2022년 한국맥도날드 맥크리스피 (파트리샤 욤비와 함께 출연)
- 2022년 호텔스컴바인
- 2022년 파고다교육그룹 파고다어학원 (파트리샤 욤비와 함께 출연)